# Aegus chelifer
Aegus chelifer là một loài bọ cánh cứng trong họ Lucanidae. Loài này được W.S. MacLeay mô tả khoa học năm 1819.

## Phân bố
Nó là một loài bọ cánh cứng phổ biến được tìm thấy rộng rãi trên khắp vùng sinh thái Indo-Malaya như: tây Wallacea, bao gồm: Ấn Độ, Bangladesh, Sri Lanka, quần đảo Andaman và Nicobar, Myanmar, Thái Lan, Singapore, Lào, Việt Nam, Campuchia, bán đảo Mã Lai, Sumatra và Borneo. Tuy nhiên, loài này gần đây đã được tìm thấy từ Seychelles và Madagascar như một loài du nhập. Nguyên nhân chính của điều này là do sự kiện phát tán của một số lượng lớn thân cây trôi từ các khu rừng ven biển Đông Nam Á bị dòng hải lưu Nam xích đạo đưa về phía tây trong trận động đất và sóng thần ở Ấn Độ Dương năm 2004.

## Mô tả
Chiều dài cơ thể khoảng 15,0 đến 39,5 mm, nhưng hầu hết là dưới 25 mm. Loài này cho thấy sự thay đổi lớn trong từng cá thể về kích thước cơ thể của chúng. Con đực có thể được chia thành hai hình thái dựa trên kích thước cơ thể và sừng của chúng là kích thước nhỏ và trung bình.

## Phân loài
Sáu phân loài đã được công bố.
- Aegus chelifer chelifer Macleay, 1819
- Aegus chelifer Crassodontus Bomans, 1992
- Aegus chelifer kandiensis Hope & Westwood, 1845
- Aegus nitidus Boileau, 1899
- Aegus chelifer roepstorffi Waterhouse, 1890
- Aegus chelifer tonkinensis Kriesche, 1920